# Rubus arrheniiformis
Rubus arrheniiformis är en rosväxtart som beskrevs av W. C. R. Watson apud Sell och Walters. Rubus arrheniiformis ingår i släktet rubusar, och familjen rosväxter. Inga underarter finns listade i Catalogue of Life.